# Henri Muller (militaire)
Pour les articles homonymes, voir Henri Muller.
Henri Muller, né le 27 décembre 1900 à Chaux et mort pour la France le 21 août 1944 à Hyères, est un militaire et résistant français, Compagnon de la Libération. Engagé volontaire immédiatement après la Première Guerre mondiale, il commence sa carrière par l'occupation de l'Allemagne avant d'effectuer divers séjours en Afrique et en Extrême-Orient au sein des troupes coloniales. Il est un officier déjà expérimenté lorsqu'il prend part à la bataille de France au début de la Seconde Guerre mondiale. Blessé, prisonnier puis évadé, il sert un temps dans l'armée d'armistice avant de s'adonner à quelques actions avec la résistance. Passé en Afrique du Nord via l'Espagne, il s'engage pour la France combattante et combat en Italie avant d'être tué lors de la libération de la France.

## Biographie

### Jeunesse et engagement
Henri Muller naît le 27 décembre 1900 à Chaux, dans le Territoire de Belfort, au sein d'une famille de cultivateurs qui s'installe ensuite à Vézelois. À 18 ans, il décide de s'engager dans l'armée et est incorporé le 13 février 1919 au 3e régiment de zouaves avec lequel il participe à l'occupation de la Rhénanie avant d'être muté au 8e régiment de zouaves à Oran en novembre de la même année. Promu caporal le 17 avril 1920 puis sergent le 18 novembre suivant, il est muté au 65e régiment de tirailleurs marocains le 7 février 1922. Avec cette unité, il participe à la pacification du Maroc au cours de laquelle il est blessé par balle au genou le 13 juillet 1922,. Hospitalisé et ne pouvant plus combattre, il est muté le 2 décembre 1922 au 42e régiment d'infanterie à titre administratif et est rendu à la vie civile le 13 février 1923.
Après plus d'un an de convalescence et désormais entièrement remis de sa blessure, Henri Muller se réengage le 22 avril 1924. Affecté au 2e régiment de zouaves, il est ensuite muté au Maroc où il rejoint le 1er régiment de tirailleurs sénégalais du Maroc (1er RTSM) le 1er février 1925. Il participe alors à la guerre du Rif au cours de laquelle il reçoit plusieurs citations pour la qualité de ses actions,. Le 1er mars 1926, il prolonge son engagement au 5e régiment de tirailleurs sénégalais, nouvelle appellation du 1er RTSM puis est rapatrié en France où il incorpore le 55e bataillon de mitrailleurs indochinois le 10 mai 1926. En décembre suivant, il part pour le Levant où il est affecté au 17e régiment de tirailleurs sénégalais. Muté au 13e régiment de tirailleurs sénégalais (13e RTS) avec lequel il sert en Algérie, il est promu adjudant le 1er mars 1930. Déplacé le 5 juin 1930 à Marseille où il embarque pour l'Indochine le 19 août, il est affecté au Régiment de tirailleurs annamites le 22 septembre. Le 1er avril 1932, il est promu adjudant-chef et revient en France le 24 avril 1933 pour être affecté au 15e régiment de tirailleurs sénégalais. Il repart pour l'outre-mer en février 1934, cette fois à Madagascar où il rejoint les rangs du régiment de tirailleurs malgaches.
Muté au régiment d'infanterie coloniale du Maroc, il revient en France en octobre 1936 et est détaché au bureau de recrutement des troupes coloniales de Belfort du 1er janvier au 1er février 1937. Muté au 1er régiment d'infanterie coloniale, il est promu sous-lieutenant le 25 janvier 1939 avant d'embarquer pour l'Algérie où il retrouve le 13e RTS. Le 1er juillet 1939, toujours en Algérie, il est muté au 11e régiment de tirailleurs sénégalais.

### Seconde Guerre mondiale
Désigné pour faire partie d'un détachement de renfort à destination de la métropole, Henri Muller quitte l'Algérie le 24 mars 1940 pour arriver à Marseille deux jours plus tard. Affecté au 33e régiment d'infanterie coloniale mixte-sénégalais le 26 avril 1940, il participe ensuite à la bataille de France,. Au cours de celle-ci, il se distingue à Amiens en s'emparant avec sa compagnie d'une importante position. Le 10 juin 1940, à Noyon, il est blessé par balle alors qu'il mène une contre-attaque,. Fait prisonnier, il est un temps considéré comme porté disparu alors qu'il est hospitalisé à Nantes,. Parvenu à s'évader en décembre 1940, il se met à disposition du commandement français et intègre l'armée d'armistice,. Promu lieutenant en janvier 1941, il est affecté en Afrique-Occidentale française, au régiment du Soudan.
Cependant, en désaccord avec l'armistice du 22 juin 1940, il cherche à reprendre la lutte contre l'Allemagne. Rendu à la vie civile après le débarquement allié en Afrique du Nord, il revient en France à la fin de l'année 1942 et s'installe en Alsace où il participe à quelques actions avec la résistance. Recherché par la police, il se déplace dans le sud où il aide André Devigny à éliminer le chef de la police italienne à Nice. De plus en plus menacé par les autorités, il s'évade en Espagne en octobre 1943 et est incarcéré pendant trois mois au camp de Miranda,. Parvenu en Afrique du Nord, il s'engage dans l'armée française de la Libération et est affecté en mars 1944 au bataillon d'infanterie de marine et du Pacifique (BIMP),.
Au sein de sa nouvelle unité, il participe à la campagne d'Italie puis au débarquement de Provence. Le 21 août 1944, dans le cadre de la libération de Toulon, les troupes françaises doivent traverser Hyères mais butent sur les Allemands retranchés dans le Golf Hôtel et barrant l'accès à la ville. Le BIMP est alors chargé de s'emparer de la position. Au cours de l'assaut, Henri Muller est tué alors qu'il mène ses hommes au combat,. Promu capitaine à titre posthume, il est inhumé à Vézelois.

## Décorations
|  |  |  |
|  |  |  |
|  |  |  |
|  |  |  |
|  |  |  |

| Chevalier de la Légion d'honneur                                 | Chevalier de la Légion d'honneur                                 | Chevalier de la Légion d'honneur                                 | Compagnon de la Libération À titre posthume, par décret du 20 novembre 1944                                                               | Compagnon de la Libération À titre posthume, par décret du 20 novembre 1944                                                               | Compagnon de la Libération À titre posthume, par décret du 20 novembre 1944                                                               | Médaille militaire                             | Médaille militaire                             | Médaille militaire                             |
| Croix de guerre 1939-1945 Avec une palme et une étoile de bronze | Croix de guerre 1939-1945 Avec une palme et une étoile de bronze | Croix de guerre 1939-1945 Avec une palme et une étoile de bronze | Croix de guerre des Théâtres d'opérations extérieurs Avec une palme, une étoile de vermeil, deux étoiles d'argent et une étoile de bronze | Croix de guerre des Théâtres d'opérations extérieurs Avec une palme, une étoile de vermeil, deux étoiles d'argent et une étoile de bronze | Croix de guerre des Théâtres d'opérations extérieurs Avec une palme, une étoile de vermeil, deux étoiles d'argent et une étoile de bronze | Médaille des blessés de guerre                 | Médaille des blessés de guerre                 | Médaille des blessés de guerre                 |
| Croix du combattant                                              | Croix du combattant                                              | Croix du combattant                                              | Médaille coloniale Avec agrafe "Maroc" | Médaille coloniale Avec agrafe "Maroc" | Médaille coloniale Avec agrafe "Maroc" | Médaille commémorative de la guerre 1914-1918  | Médaille commémorative de la guerre 1914-1918  | Médaille commémorative de la guerre 1914-1918  |
| Médaille commémorative de Syrie-Cilicie Avec agrafe "Levant"     | Médaille commémorative de Syrie-Cilicie Avec agrafe "Levant"     | Médaille commémorative de Syrie-Cilicie Avec agrafe "Levant"     | Médaille commémorative pour le Liban | Médaille commémorative pour le Liban | Médaille commémorative pour le Liban | Mérite libanais de 1re classe (Liban)          | Mérite libanais de 1re classe (Liban)          | Mérite libanais de 1re classe (Liban)          |
| Paz del Marruecos (Espagne)                                      | Paz del Marruecos (Espagne)                                      | Paz del Marruecos (Espagne)                                      | Chevalier de l'Ordre du Ouissam alaouite (Maroc)                                                                                          | Chevalier de l'Ordre du Ouissam alaouite (Maroc)                                                                                          | Chevalier de l'Ordre du Ouissam alaouite (Maroc)                                                                                          | Chevalier de l'Ordre du Dragon d'Annam (Annam) | Chevalier de l'Ordre du Dragon d'Annam (Annam) | Chevalier de l'Ordre du Dragon d'Annam (Annam) |

## Hommages
- À Vézelois, une rue a été baptisée en son honneur[7]. Son nom est également inscrit sur le monument aux Morts de la commune ainsi que sur une plaque commémorative au sein de l'église Saint-Thiébaud[8],[9].
- À Besançon, son nom est inscrit sur un monument dédiés au morts de la seconde guerre mondiale originaires de Franche-Comté[10].